# Monohelea colombiae
Monohelea colombiae är en tvåvingeart som beskrevs av Lane och Wirth 1964. Monohelea colombiae ingår i släktet Monohelea och familjen svidknott.
Artens utbredningsområde är Colombia. Inga underarter finns listade i Catalogue of Life.